# حارة بير عبيد (صنعاء)
حارة بير عبيد هي إحدى حارات حي بير عبيد بمديرية السبعين إحد مديريات العاصمة اليمنية صنعاء، بلغ تعداد سكانها 3622 نسمة حسب تعداد اليمن لعام 2004.